# Savanne
Sabanne és un districte de Maurici, situat al sud de l'illa. La seva superfície és de 244.8 km² i la població estimada és de 70,575 habitants, a data de 31 de desembre de 2012. La part sud de l'illa és una de les més escèniques i verges.

## Localitats
El districte de Sabanne inclou diferents regions, que a la vegada estan dividits en diferents municipis:
- Baie-du-Cap
- Bel-Ombre
- Bénarès
- Bois-Chéri
- Britannia
- Camp Diable
- Chamouny
- Chemin-Grenier
- Grand-Bois
- L'Escalier
- La Flora
- Rivière-des-Anguilles
- Rivière Du Poste
- Saint-Aubin
- Souillac